# Eta Cephei
Désignations
Eta Cephei (η Cep / η Cep) est une étoile de la constellation de Céphée. Sa magnitude apparente est de 3,43. D'après la mesure de sa parallaxe annuelle par le satellite Hipparcos, elle est située à environ ∼ 46,5 a.l. (∼ 14,3 pc) de la Terre. Elle se rapproche du Système solaire à une vitesse radiale de −87,4 km/s.

## Propriétés
Eta Cephei est une sous-géante orange de type spectral K0IV possédant un mouvement propre élevé sur la sphère céleste.

## Noms
Plusieurs noms traditionnels ont pu être utilisés pour désigner Eta Cephei et d'autres étoiles proches.
Les trois étoiles Eta Cephei, α Cep (Aldéramin) et β Cep (Alfirk), étaient identifiées par Ulugh Beg comme الكوكب الفرق (Al Kawākib al Firḳ), c'est-à-dire « les étoiles du Troupeau »,.
Eta Cephei partage également avec θ Cep le nom d'Al Kidr.

## Recherche d'objets substellaires
Selon Nelson & Angel (1998), Eta Cephei montrerait deux périodicités significatives valant respectivement 164 jours et 10 ans, indiquant la présence possible d'une ou plusieurs planètes joviennes en orbite autour de la sous-géante. Les auteurs ont fixé une limite maximale de 0,64 masse jovienne à une éventuelle planète interne et de 1,2 masse jovienne à une éventuelle planète externe. Par ailleurs Campbell et al. 1988 ont prédit l'existence d'objets planétaires ou même de naines brunes de masses inférieures à 16,3 masses joviennes.
Cependant des études plus récentes n'ont pas encore confirmé l'existence d'objets substellaires autour d'Eta Cephei. L'équipe de l'observatoire McDonald a fixé des limites à la présence d'une ou plusieurs exoplanètes avec des masses comprises entre 0,13 et 2,4 masses joviennes et des distances moyennes comprises entre 0,05 et 5,2 UA.